# 愛発関

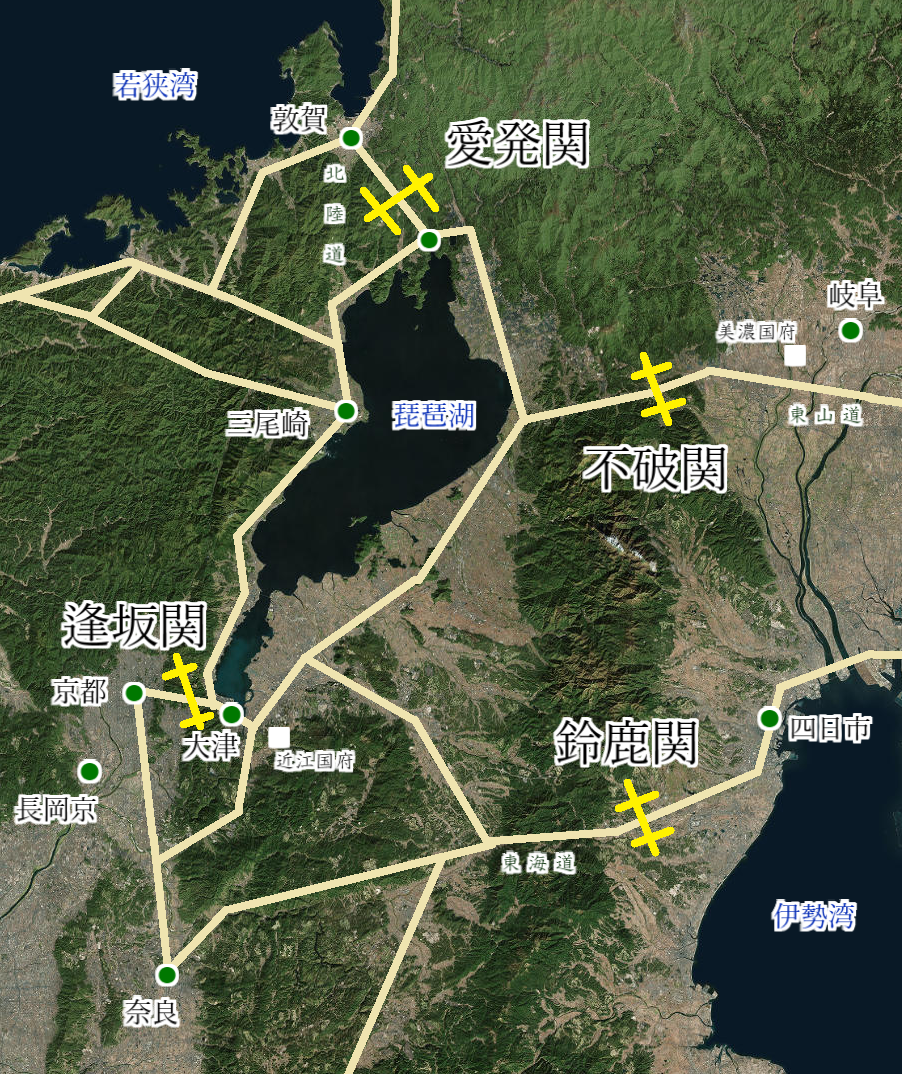
愛発関の推定所在地を示した地図

愛発関（あらちのせき）とは、北陸道に置かれ、越前国にあったとされる関所。東海道の伊勢国鈴鹿関と東山道の美濃国不破関とともに古代三関（さんげん）の1つであった。奈良時代から平安時代初期の一時期のみ存在し、のちに逢坂関にとってかわられた。その詳細な所在地は明らかになっていない。ただし、敦賀市疋田近辺が地域名として愛発の名を継承し、愛発小学校、愛発中学校（いずれも廃校）、愛発駐在所などの名称のほか、検問所も置かれている。

## 概要
大化の改新以降、日本は本格的に律令国家を目指し、国家的な土木事業として、都と地方を結ぶ官道（駅路）を整備した。律令制のもと三関と定められた愛発関、鈴鹿関、不破関は、いずれも近江国から他国に出てすぐの官道の行き来を抑える位置に設けられ、都で政変や反乱が起きた場合に、首謀者が東へ逃亡することを防ぐことを目的のひとつとし、三関を遮断する固関（こげん）が行われた。最初の例として、養老5年（721年）に元明上皇が死去した際に固関の命令がなされている。以降、天平元年（729年）の長屋王の変、天平宝字8年（764年）の恵美押勝（藤原仲麻呂）の乱などでも固関が行われた記録がある。このように、奈良時代は三関が大いに機能していた時期であったが、延暦8年（789年）には、通行の妨げであるとし、三関は一旦廃止された。しかし、それ以後も天皇崩御のたびに固関が行われ、以降、時代を追うごとに形式化していくものの、江戸時代初期まで続いていた。なお、大同元年（806年）の桓武天皇の崩御の際の固関を最後に愛発関の記録は無くなり、弘仁元年（810年）の薬子の変では愛発関の名称は見えず逢坂関に変わっており、数十年間だけ存在した関であったとみられ、幻の愛発関と呼ばれることもある。
なお、考古学的な調査としては、三関のうち、不破関は昭和49 - 52年（1974 - 1977年）の発掘により位置と構造が明らかにされており、また、鈴鹿関は平成17年（2005年）に関の城壁の築地塀を検出して以降、大きく調査が進展した。愛発関も推定地の一つである疋田・追分地区で平成8 - 12年（1996 - 2000年）に発掘調査が行われたが、遺構などを発見するには至っていない。愛発関の所在地については古くから諸説あるが、以下の点が相互に関係し、類推のポイントとなっている。
1. 古代の北陸道がどの時期にどこを通っていたか。
2. 恵美押勝の乱時の押勝の動きを矛盾なく説明できるか。
3. 不破関、鈴鹿関、逢坂関の構造と大きな相違が生じないか。

### 固関をおこなった歴史的事件
- 721年（養老5年） 元明上皇崩御[原 2]（史料で確認できる固関の最初）
- 729年（天平元年） 長屋王の変
- 756年（天平勝宝8歳） 聖武上皇崩御
- 764年（天平宝字8年） 恵美押勝の乱[原 3]
- 765年（天平神護元年） 称徳天皇が紀伊国に行幸
- 770年（宝亀元年） 称徳天皇崩御
- 781年（天応元年） 光仁太上天皇崩御
- 782年（延暦元年） 氷上川継の乱
- 789年（延暦8年） 三関の廃止[原 4]
- 806年（大同元年） 桓武天皇崩御（愛発関が史料で確認できる最後）
- 810年（弘仁元年） 薬子の変[原 5]（愛発関に代わり逢坂関が現れる）

## 古代北陸道と愛発関
近江国と越前国を結ぶ交通路は、以下のように複数存在しており、愛発関が存在していた奈良時代にどのルートが官道であったのか という点が、その所在地を考察する上で大きな論点となっている。
- A）西近江路（七里半越、山中越）：海津-小荒路-野口-路原-国境-山中-駄口-追分-疋田、現状の国道161号。
- B）白谷越（雨谷越、黒河越）：石庭-白谷-黒河峠-雨谷、現状の黒河林道・マキノ林道。
- C）若狭国を経由するルート：今津-水坂峠-上中-三方-郷市-関峠、現状の国道303号、国道27号。
- D）深坂越（塩津街道）：塩津-余-沓掛-深坂峠-追分、現在も山道である。
- E）東近江路（北国街道）：柳ヶ瀬-椿坂峠-栃ノ木峠-今庄方面、現状の国道365号。
- F）新道野越：大浦-山門-新道-麻生口-曽々木-疋田、現状の滋賀県道286号、国道8号。

延長5年（927年）に完成した『延喜式』には、近江国の鞆結駅（滋賀県高島市石庭または白谷付近）、越前国の松原駅（福井県敦賀市の気比松原付近）が記載されており、二つの駅の位置関係からA）西近江路 あるいはB）白谷越のどちらかが北陸道の本路であったと推定されており、奈良時代も本ルートが官道であったとする説がある。
一方、それ以前に駅の改廃や道路の建設に関する史料があり、北陸道のルートには変遷があったとする見方がある。『類聚国史』の天長9年（832年）に「荒道山道」の工事の記事があり、「荒道」は「愛発」を指し、このときに西近江路か白谷越のどちらかが建設されたと考える説があり、それ以前はC) の近江国から若狭国を経由し越前国に至るルートが北陸道の本路であったと考える説もある。
若狭国経由の根拠としては、『古事記』に記載の仲哀天皇や応神天皇の行幸ルートが若狭国を通過しているとみられること、『日本紀略』の延暦14年（795年）に近江と若狭間の駅が廃止されたと解釈できる記事があること、『延喜式』では若狭国の駅は野飯駅・弥美駅の二駅のみであるが、平城宮から発掘された木簡には玉置駅と葦田駅の名称も見え、奈良時代には複数の駅があったとみられ、ルート変更による駅の改廃が示唆されること、などが挙げられている。
以上のように奈良時代の北陸道は、A）西近江路、B）白谷越、C）若狭国経由 のいずれかとされ、愛発関もこのルートから越前国に入ったところにあった可能性が高いと考えられている。また、不破関、逢坂関では大関・小関の二つの関をもち、複数の交通路を抑えるようになっていることから、愛発関も同様にA）～C）の一箇所だけでなく、二箇所に配置していたとする説もある。

### 古代北陸道、三関に関する年表
- 646年（大化2年） 駅家、関を備えた官道設置の命令
- 672年（天武天皇元年） 壬申の乱（このとき鈴鹿関は存在、愛発関の名は見えない)
- 830年（天長7年） 「鹿蒜道」の建設
- 832年（天長9年） 「荒道山道」の建設
- 927年（延長5年） 『延喜式』の完成（官道の駅名リストを収載）

## 恵美押勝の乱と愛発関
『続日本紀』には、天平宝字8年（764年）9月の恵美押勝（藤原仲麻呂）の乱で、クーデターを起こした押勝が越前に逃亡しようと、愛発関の突破を試みた記事が記載されている。このときの押勝の動きをもとにし、愛発関の所在地が検討されている。
以下に乱の経緯を記す。
- 押勝：平城京から宇治を経て近江国へ向かう。
- 追討軍：先回りをし、勢多橋を焼き払うことで、押勝の進路を阻む。
- 押勝：湖西を北上し、高嶋郡に至る。
- 追討軍：先回りをし、越前国の押勝の息子の辛加知を斬る。
- 押勝：愛発関へ精兵数十を派遣するが、撃退される。
  - 「精兵数十を遣わして愛発関に入らしめんとす。授刀物部広成ら拒ぎてこれを却く。」
- 押勝：船で浅井郡塩津に向かうが、逆風で沈没しかけ、上陸し、山道から愛発へ向かうが、撃退される。
  - 「押勝、進退処を失い、即ち船に乗りて浅井郡塩津に向かう。たちまちに逆風ありて、船漂没せんとす。ここにおいて、更に山道を取りて直に愛発を指せども、伊多智らこれを拒ぐ。」
- 押勝：退却し、高嶋郡三尾埼で追討軍と戦闘。
- 押勝：形勢不利となり、船で逃亡、勝野の鬼江（現在の滋賀県高島市勝野の乙女ヶ池付近）で戦闘。
- 押勝：妻子とともに船で逃げるが、捕らえられ、斬られる。

押勝は三度越前国へ入ろうと試みている。撃退されて同じルートを取るとは考えられず、それぞれがどの道であるかが愛発関の所在地を推定する上でのポイントとなっている。二度目に船で向かった塩津からはD）深坂越を進むつもりであったとみる説が大半であるが、塩津から山越えでE）東近江路へ抜けようとしたと考える説もある。一、三度目のルートについては、一度目は「愛発関」と記載されており、関が置かれた奈良時代の官道A）西近江路、あるいはC）若狭経由の二つの説があり、三度目は「愛発」とだけ記されており、一度目とは異なる「愛発」山域のルートのB）白谷越ではないかと解釈されている。なお、「愛発山」は特定の山ではなく、史料からは滋賀県高島市北部から福井県敦賀市南部の間の山域を指すとみられ、古来から有乳、荒血、荒道山といった表記がされている。

## 比定地諸説
愛発関の所在地に関する学説は、大きく4つに分けられる。
- 1）西近江路から越前国に入ったルート上、敦賀市 山中、追分、疋田、道口のいずれか。
- 2）白谷越から越前国に入ったルート上、敦賀市 雨谷、山、御名のいずれか。
- 3）若狭国から越前国に入ったルート上、敦賀市 関付近。
- 4）大関・小関の構造と考え、1）と3）の複合。（どちらを大関とみなすかは両説あり）

### 諸説の年表
過去約100年にわたって、さまざまな説が唱えられており、主なものは以下のとおりである。
- 1902年（明治35年） 山中、 吉田東伍『大日本地名辞書』
- 1903年（明治36年） 追分、 藤田明『歴史地理』5巻10号
- 1909年（明治42年） 山中、 国境から山中、山本元『歴史地理』13巻5号
- 1915年（大正04年） 山中、 大槻如電『駅路通』
- 1920年（大正09年） 山中、 牧野信之助 編纂『福井県史』
- 1941年（昭和16年） 疋田、 井上通泰『上代歴史地理新考』
- 1960年（昭和35年） 疋田、 藤岡謙二郎『都市と交通路の歴史地理学的研究』
- 1967年（昭和42年） 山中、 浅井善太郎『万葉集の中の敦賀』北陸日報の連載記事
- 1971年（昭和46年） 道口、 木下良『織田武雄先生退官記念 人文地理学論叢』
- 1974年（昭和49年） 国境から山中、 薄井恪『日本古代史事典』
- 1996年（平成08年） 関峠、 足利健亮『志賀町史』
- 1997年（平成09年） 関峠、 金田章裕『今津町史』
- 1997年（平成09年） 山、雨谷、 山尾幸久『古代の日本と渡来の文化』
- 1999年（平成11年） 山、雨谷、 水野和雄『敦賀市立博物館紀要14』
- 2006年（平成18年） 関と道口、 舘野和巳『福井県文書館研究紀要3』
- 2009年（平成21年） 疋田、追分、道口のいずれか、 川村俊彦『敦賀市立博物館研究紀要24号』

## 発掘調査
1996-2000年まで8次にわたり、福井県敦賀市の疋田・追分地区で発掘調査が行われたが、古代の道路、防御施設、建物などの遺構は発見されていない。
- 第1次調査 - 期間：1996年7月18日～7月28日、対象：疋田集落南側、字 南城、今寺。
- 第2次調査 - 期間：1997年3月22日～3月28日、対象：疋田集落北側、字 堀殿、新川、南城。
- 第3次調査 - 期間：1997年7月17日～7月26日、対象：疋田集落北側、字 烏帽子潟、平瀬。
- 第4次調査 - 期間：1998年3月16日～3月28日、対象：引壇城西側、字 喜慶、猪ノ師谷、登り橋。
- 第5次調査 - 期間：1998年7月17日～7月24日、対象：追分集落南部、字 宮ノ腰、中ノ切。
- 第6次調査 - 期間：1999年3月17日～3月24日、対象：追分集落中ほど、字 北ノ口、下出畑。
- 第7次調査 - 期間：1999年7月17日～7月24日、対象：疋田集落南端、字 嵐口、上窪、石寄。
- 第8次調査 - 期間：2000年3月23日～3月31日、対象：追分集落、字 宮ノ前。

## 愛発関に関する地理座標
- 山中：北緯35度33分4.7秒 東経136度5分51.8秒 / 北緯35.551306度 東経136.097722度
- 追分：北緯35度35分30.7秒 東経136度6分2.9秒 / 北緯35.591861度 東経136.100806度
- 疋田：北緯35度36分9.5秒 東経136度5分55.3秒 / 北緯35.602639度 東経136.098694度
- 道口：北緯35度37分33.7秒 東経136度4分33.9秒 / 北緯35.626028度 東経136.076083度
- 雨谷：北緯35度35分24.9秒 東経136度3分7.8秒 / 北緯35.590250度 東経136.052167度
- 山：北緯35度35分51.1秒 東経136度2分54.9秒 / 北緯35.597528度 東経136.048583度
- 御名：北緯35度36分46.8秒 東経136度3分0.8秒 / 北緯35.613000度 東経136.050222度
- 関峠：北緯35度37分30.6秒 東経136度0分27秒 / 北緯35.625167度 東経136.00750度
- 国境：北緯35度32分6.2秒 東経136度5分46.3秒 / 北緯35.535056度 東経136.096194度
- 黒河峠：北緯35度31分54.1秒 東経136度2分21.5秒 / 北緯35.531694度 東経136.039306度
- 水坂峠：北緯35度25分24.7秒 東経135度56分15.4秒 / 北緯35.423528度 東経135.937611度
- 深坂峠：北緯35度34分54.8秒 東経136度6分46.3秒 / 北緯35.581889度 東経136.112861度
- 栃ノ木峠：北緯35度41分54.8秒 東経136度9分34.6秒 / 北緯35.698556度 東経136.159611度
- 塩津：北緯35度30分53.6秒 東経136度9分54.9秒 / 北緯35.514889度 東経136.165250度
- 海津：北緯35度27分44.7秒 東経136度4分15.5秒 / 北緯35.462417度 東経136.070972度
- 白谷：北緯35度30分17.1秒 東経136度2分38.2秒 / 北緯35.504750度 東経136.043944度
- 石庭：北緯35度28分49.5秒 東経136度1分55.3秒 / 北緯35.480417度 東経136.032028度
- 勝野鬼江：北緯35度17分23.3秒 東経136度0分53.8秒 / 北緯35.289806度 東経136.014944度

## 二ッ屋関所跡
福井県南条郡今庄町二ッ屋に関所の跡がある。この場所は古代の北陸道を福井県敦賀市から木の芽峠を越えた北側に位置している。平安時代の天長7年(830年)に開削された道であるため、続日本記の記録からすると年代的に一致しないようである。それ以前の北陸道は山中峠越えであった。そのため山中峠付近に愛発関が存在した可能性が推測できる。